# 奧萊克森基
51°10′17″N 34°26′40″E / 51.17139°N 34.44444°E
奧萊克森基（烏克蘭語：Олексенки）是位於烏克蘭東北部的村莊，由蘇梅州蘇梅區的比洛皮利亞市鎮負責管轄。該村距離布布利科韋和梅洛韋1公里，海拔高度158米，2001年人口26。